# Allium candolleanum
Allium candolleanum är en amaryllisväxtart som beskrevs av Nicholas Michailovitj Albov. Allium candolleanum ingår i släktet lökar, och familjen amaryllisväxter. Inga underarter finns listade i Catalogue of Life.